# Ayrton Moreira
Ayrton Moreira (Miracema, 31 de dezembro de 1917 — Belo Horizonte, 22 de novembro de 1975) foi um treinador e futebolista brasileiro, que atuava como zagueiro.

## Carreira

### Como jogador
Natural de Miracema, no Noroeste Fluminense, Ayrton Moreira começou a carreira de jogador, como zagueiro de muito vigor, mas tecnicamente apenas regular, no Bonsucesso. Veio para o Atlético Mineiro em 1939 e foi campeão mineiro. Dois anos depois, foi para o Aeroporto, jovem clube de Lagoa Santa. Também jogou por Botafogo e Náutico, onde encerrou sua carreira.

### Como treinador
Menos conhecido que os irmãos Aymoré e Zezé, Ayrton iniciou, já em 1946, a jornada de técnico, começando pelo pequeno Futebol Metalusina, de Barão de Cocais. Seguiu carreira por Bangu, Tupi e Sport de Juiz de Fora. Em 1949, dirigiu o Atlético-MG. Cinco anos depois, esteve no Villa Nova de Nova Lima. Em 1956, foi técnico do América Mineiro. Também trabalhou no Valeriodoce, de Itabira.

#### Sucesso no Cruzeiro
Sua primeira passagem pelo Cruzeiro foi em 1957, quando conquistou o título mineiro do ano anterior, dividido no chamado "tapetão" com o Galo. Ao todo, dirigiu o time celeste em 200 partidas, com 127 vitórias, 33 empates e 40 derrotas. É o quarto técnico que mais trabalhou no clube.
Ayrton Moreira foi o responsável por um dos melhores momentos na história do Cruzeiro. Ele montou e dirigiu a equipe que ficou conhecida como Academia Celeste, e que conquistaria a Taça Brasil de 1966 e o Estadual entre 1965 e 1969.
| “ | O Cruzeiro era um antes dele. Ficou famoso e respeitado no mundo inteiro sob seu comando. E não foi mais o mesmo depois que ele saiu. A Airton Moreira se deve a década de glórias que o Cruzeiro viveu no Mineirão (...) e a sua confirmação definitiva como um dos grandes do futebol brasileiro, além, evidentemente, da revelação de craques fabulosos como Tostão e Dirceu Lopes. | ” |

O início dessa história foi curioso. No meio do Campeonato Mineiro de 1964, a diretoria celeste demitiu Marão e, para substituí-lo, chamou Ayrton Moreira, que era gerente de compras do clube, depois de ter sido administrador da Sede Campestre nos anos anteriores. Aos poucos, o novo treinador começou a promover garotos da base, como Dirceu Lopes, Natal, Pedro Paulo (Tostão já estava entre os profissionais), e armou a equipe que surpreendeu o país ao derrotar o Santos na final da Taça Brasil de 1966, com uma goleada por 6 a 2 no Mineirão e uma virada por 3 a 2 no Estádio do Pacaembu.
Depois de cerca de três anos de muito sucesso à frente da equipe celeste, Ayrton Moreira deixou o clube de maneira um pouco traumática. Em outubro de 1967, depois da eliminação na Copa Libertadores, o treinador se afastou por motivo de doença. De início, Orlando Fantoni seria apenas um substituto interino. Mas, com a conquista do título mineiro daquele ano, acabou efetivado. Ayrton continuou como funcionário do clube, mas se afastou definitivamente e nunca mais voltou a dirigir a equipe.
Trocou o Cruzeiro pelo Atlético Mineiro. Em 1974, trabalhou pela última vez como treinador no Vila Nova de Goiás. Com a chegada de Zezé Moreira ao Cruzeiro em agosto de 1975, Ayrton voltou para trabalhar com ele (Aymoré era outro irmão que se destacou como treinador). E foi auxiliar de Zezé até morrer.

## Morte
Há mais de um ano, o treinador tinha hipertensão arterial maligna, que acabou comprometendo seus rins. Seu estado de saúde se agravou no dia 17, quando foi internado. Vítima de hemorragia cerebral, Ayrton Moreira morreu no dia 22 de novembro de 1975, às 18h, no CTI do Hospital Felício Rocho. No dia seguinte, um domingo, foi sepultado no Parque da Colina, com a presença de muitos torcedores. Sobre o caixão, bandeiras dos três clubes belo-horizontinos. Naquele mesmo dia, à tarde, no Mineirão, o Cruzeiro, sob o comando do irmão Zezé, derrotou o Corinthians por 2 a 0, gols de Nelinho, de pênalti, e Roberto Batata, pelo Campeonato Brasileiro daquele ano. O goleiro Raul Plassmann defendeu um pênalti cobrado por Ruço. O time vinha de três maus resultados e iniciou ali uma reação, com três vitórias, que o levaram à semifinal da competição, quando passou pelo Santa Cruz, antes de perder o título para o Internacional.